# Zapasy na Letnich Igrzyskach Olimpijskich 1948 – kategoria do 67 kg w stylu wolnym
Zmagania mężczyzn do 67 kg to jedna z ośmiu męskich konkurencji w zapasach w stylu wolnym rozgrywanych podczas Letnich Igrzysk Olimpijskich 1948. Pojedynki w tej kategorii wagowej odbyły się w dniach 29–31 lipca.
Punktacja opierała się na systemie „złych punktów karnych”. Przegrany otrzymywał 3 punkty za „łopatki” lub jednomyślną przegraną, a dwa punkty za porażkę 2-1. Zwycięzca otrzymywał jeden punkt za wygraną 2-1, a w pozostałych przypadkach zero. W każdej z rund odpadł zawodnik, który zgromadził łącznie pięć punktów lub więcej.

## Klasyfikacja[1]
| Lp. | Państwo          | Zawodnik             |
| --- | ---------------- | -------------------- |
| 1   | Turcja           | Celal Atik           |
| 2   | Szwecja          | Gösta Frändfors      |
| 3   | Szwajcaria       | Hermann Baumann      |
| 4   | Włochy           | Garibaldo Nizzola    |
| 5   | USA              | Bill Koll            |
| 6   | Korea Południowa | Kim Seog-yeong       |
| .   | Finlandia        | Sulo Leppänen        |
| 8   | Węgry            | László Bakos         |
| 9   | Iran             | Ali Ghaffari         |
| 10  | Kanada           | Morgan Plumb         |
| .   | Belgia           | Jan Cools            |
| .   | Egipt            | Muhammad Musa        |
| .   | RPA              | Tony Ries            |
| 14  | Kuba             | Israel Sánchez       |
| .   | Wielka Brytania  | Peter Luck           |
| .   | Indie            | Banta Singh          |
| 17  | Liban            | Bechara Abou Rejaile |
| .   | Meksyk           | José Luis Pérez      |

## Wyniki
* „Łopatki” (ang. fall, touche) – pozycja w której zawodnik dotyka łopatkami maty (oznaczająca koniec walki).

### Pierwsza runda[2]
| Zwycięzca         | Punkty karne | Wynik        | Przegrany            | Punkty karne |
| ----------------- | ------------ | ------------ | -------------------- | ------------ |
| Celal Atik        | 0            | Łopatki      | Bill Koll            | 3            |
| Muhammad Musa     | 1            | Decyzja, 3:0 | Banta Singh          | 3            |
| Tony Ries         | 1            | Decyzja, 3:0 | Ali Ghaffari         | 3            |
| Kim Seog-yeong    | 0            | Rezygnacja   | Bechara Abou Rejaile | 3            |
| Jan Cools         | 1            | Decyzja, 3:0 | Israel Sánchez       | 3            |
| Garibaldo Nizzola | 1            | Decyzja, 2:1 | Sulo Leppänen        | 2            |
| Morgan Plumb      | 1            | Decyzja, 3:0 | Peter Luck           | 3            |
| Hermann Baumann   | 0            | Łopatki      | José Luis Pérez      | 3            |
| Gösta Frändfors   | 1            | Decyzja, 3:0 | László Bakos         | 3            |

### Druga runda[3]
| Zwycięzca         | Punkty karne | Wynik        | Przegrany            | Punkty karne |
| ----------------- | ------------ | ------------ | -------------------- | ------------ |
| Bill Koll         | 4            | Decyzja, 3:0 | Muhammad Musa        | 4            |
| Celal Atik        | 0            | Łopatki      | Banta Singh          | 6            |
| Ali Ghaffari      | 3            | Łopatki      | Kim Seog-yeong       | 3            |
| Sulo Leppänen     | 3            | Decyzja, 3:0 | Jan Cools            | 4            |
| Garibaldo Nizzola | 2            | Decyzja, 3:0 | Israel Sánchez       | 6            |
| Hermann Baumann   | 1            | Decyzja, 3:0 | Morgan Plumb         | 4            |
| László Bakos      | 4            | Decyzja, 3:0 | Peter Luck           | 6            |
| Gösta Frändfors   | 1            | Łopatki      | Tony Ries            | 4            |
|                   |              | Wycofał się  | José Luis Pérez      | –            |
|                   |              | Wycofał się  | Bechara Abou Rejaile | –            |

### Trzecia runda[4]
| Zwycięzca         | Punkty karne | Wynik        | Przegrany       | Punkty karne |
| ----------------- | ------------ | ------------ | --------------- | ------------ |
| Garibaldo Nizzola | 3            | Decyzja, 3:0 | Jan Cools       | 7            |
| Sulo Leppänen     | 4            | Decyzja, 3:0 | Morgan Plumb    | 7            |
| László Bakos      | 5            | Decyzja, 3:0 | Hermann Baumann | 4            |
| Bill Koll         | 4            | Łopatki      | Ali Ghaffari    | 6            |
| Celal Atik        | 0            | Łopatki      | Tony Ries       | 7            |
| Kim Seog-yeong    | 4            | Decyzja, 3:0 | Muhammad Musa   | 7            |
| Gösta Frändfors   | 1            | Bez walki    |                 |              |

### Czwarta runda[5]
| Zwycięzca         | Punkty karne | Wynik        | Przegrany      | Punkty karne |
| ----------------- | ------------ | ------------ | -------------- | ------------ |
| Gösta Frändfors   | 2            | Decyzja, 2:1 | Bill Koll      | 6            |
| Celal Atik        | 1            | Decyzja, 3:0 | Sulo Leppänen  | 7            |
| Garibaldo Nizzola | 4            | Decyzja, 3:0 | Kim Seog-yeong | 7            |
| Hermann Baumann   | 4            | Bez walki    |                |              |

### Piąta runda[6]
| Zwycięzca       | Punkty karne | Wynik        | Przegrany         | Punkty karne |
| --------------- | ------------ | ------------ | ----------------- | ------------ |
| Gösta Frändfors | 3            | Decyzja, 3:0 | Hermann Baumann   | 7            |
| Celal Atik      | 1            | Łopatki      | Garibaldo Nizzola | 7            |

### Szósta runda[7]
| Zwycięzca       | Punkty karne | Wynik        | Przegrany         | Punkty karne |
| --------------- | ------------ | ------------ | ----------------- | ------------ |
| Hermann Baumann | 7            | Decyzja, 3:0 | Garibaldo Nizzola | 10           |
| Celal Atik      | 1            | Łopatki      | Gösta Frändfors   | 6            |